# Sfera di cristallo

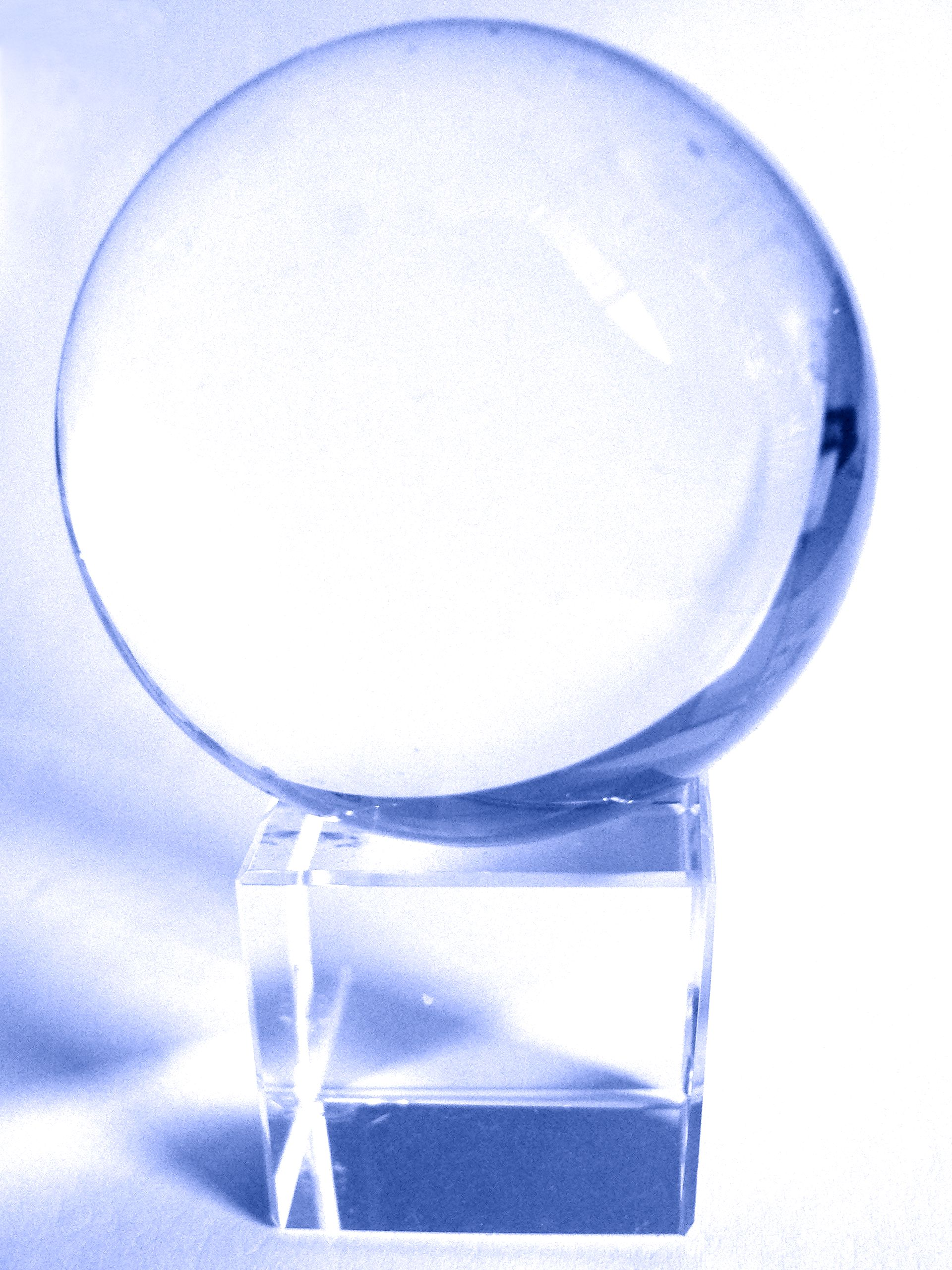
Una sfera di cristallo in quarzo ialino è completamente trasparente

La sfera di cristallo, talvolta chiamata anche palla di cristallo, è uno strumento che alcuni chiaroveggenti, indovini e medium adoperano in quanto lo ritengono in grado di aiutarli ad esercitare le proprie pratiche.
Si tratta di un oggetto sferico di materiale cristallino più o meno trasparente (cristalli artificiali o spesso cristalli di rocca, ovvero quarzi ialini) e può essere pieno o, molto più raramente, cavo.
Può essere anche di vetro, e in questi casi si preferisce chiamarlo palla di vetro o sfera di vetro.
A seconda delle dimensioni e della consistenza dell'oggetto, anziché "palla" o "sfera" si può trovare scritto anche "globo", "boccia", "bolla" e così via.
La pratica che utilizza questo strumento a scopo divinatorio è la cristallomanzia; negli studi parapsicologici si preferisce parlare di cristalloscopia o usare il termine inglese scrying.
Nel linguaggio comune si usano frasi che richiamano l'oggetto in senso ironico o comico. Esempi sono: "aspetta ché prendo la sfera di cristallo" oppure "non ho la sfera di cristallo", si usano per indicare l'impossibilità oggettiva di prevedere un evento o il futuro da parte di una persona, essi costituiscono risposte che insinuano che la domanda posta è palesemente al di là della conoscenza di chi dovrebbe rispondere.

## Storia della sfera di cristallo
L'uso di oggetti di materiale trasparente a scopi magici o divinatori è praticato fin dall'antichità ed è comune a diverse civiltà; tuttavia sembra che l'uso di oggetti trasparenti di forma sferica risalga solo all'alto Medio Evo, se non più tardi.
Nella tomba del re dei Franchi Childerico I, vissuto nel V secolo, fu ritrovato un globo di berillo trasparente del diametro di 3,8 cm; da questo ritrovamento nacque la leggenda che il re lo utilizzasse per predire il futuro.
L'oggetto è simile ad altri globi che furono in seguito trovati in tombe del periodo merovingio (in Francia) e sassone (in Inghilterra), alcuni dei quali completi di una montatura che fa pensare a un oggetto ornamentale.
Tuttavia è stato fatto notare che tali montature sono identiche a quelle di altri globi usati per la magia o la divinazione; quindi è possibile, anche se non è certo, che questi globi di cristallo fossero usati per la cristallomanzia.
La prima notizia storicamente documentata riguarda dunque il matematico e occultista britannico John Dee, il quale sostenne di aver ricevuto una sfera di cristallo da un angelo il 21 novembre del 1582 e di averla usata in seguito più volte per mettersi in collegamento con gli angeli, assistito dal medium Edward Kelley.
La pietra di berillo che probabilmente fu usata da Dee ha un diametro di 6 cm ed è oggi conservata al British Museum insieme con i supporti, finemente lavorati, sui quali la appoggiava durante le sue pratiche.
Altre due sfere di cristallo contemporanee di Dee sono conservate una nel Museo di Storia della Scienza di Oxford e l'altra nel Museo della Scienza di Londra; entrambe furono usate, dai rispettivi proprietari, anche come strumento diagnostico in ambito medico.
Insieme alla seconda sfera è conservato anche il manoscritto con le istruzioni per l'uso.
Al berillo furono in seguito preferiti il quarzo ialino e il vetro in quanto materiali perfettamente trasparenti.
Gli antropologi Andrew Lang e Ada Goodrich-Freer nel XIX secolo condussero numerosi esperimenti sulla cristalloscopia utilizzando palle di vetro, oltre a studiare approfonditamente la storia mondiale delle tecniche di cristalloscopia.
Fu la Goodrich-Freer a scoprire che i globi di cristallo più antichi, compresa la pietra di Dee, erano in berillo e non in quarzo come erroneamente si era ritenuto fino a quel momento.

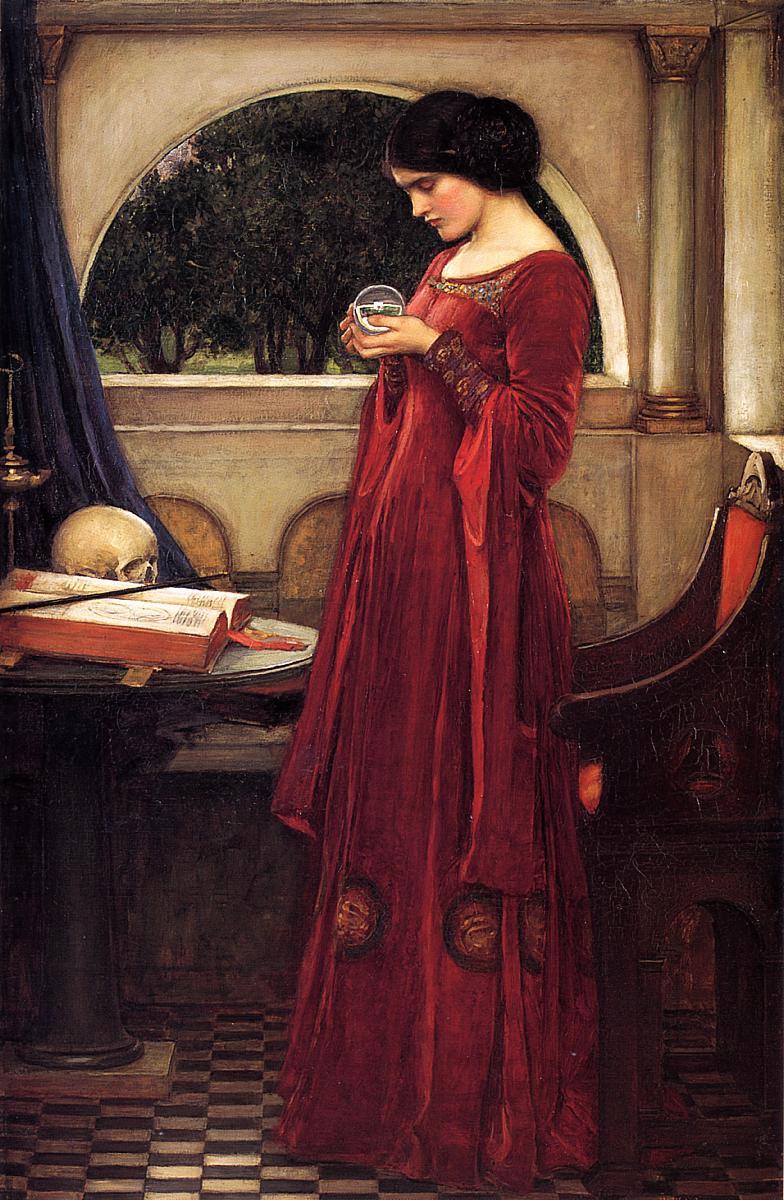
John William Waterhouse La sfera di cristallo (1902)

## Uso della sfera di cristallo
La sfera di cristallo è usata in diversi modi da diversi praticanti e per diverse finalità.
La finalità più comune è quella di ricavarne visioni o immagini di vario tipo le quali, secondo ciò che i praticanti riferiscono, possono formarsi sia all'interno della sfera, sia sulla superficie della stessa, sia altrove.
Le visioni possono riguardare avvenimenti passati o luoghi lontani, oppure possono essere predizioni o presagi sul futuro, oppure possono essere immagini di tipo simbolico che dovranno essere interpretate secondo le abilità e le conoscenze del praticante o dell'eventuale destinatario del messaggio simbolico.
Altri praticanti usano la sfera di cristallo per mettersi in collegamento con persone defunte o con entità soprannaturali, in quanto credono che le caratteristiche dell'oggetto possano facilitare la comunicazione; il praticante può percepire l'immagine del defunto o dell'entità come pure non percepire alcuna immagine durante il collegamento.
In ambito magico o religioso la sfera deve essere consacrata tramite rituali più o meno complessi prima di poter produrre il suo effetto.
Il collegamento tra il praticante e la sfera di cristallo può avvenire tramite la vista, ossia il praticante guarda l'oggetto, tramite il tatto, ossia il praticante tocca l'oggetto spesso restando in contatto con esso, o tramite entrambi i sensi.
Quando la usa per ottenere una visione, il praticante generalmente la fissa intensamente finché le immagini non cominciano a formarsi e non distoglie lo sguardo finché le immagini non spariscono.
Per favorire la formazione delle immagini, alcuni praticanti la avvicinano a una parete scura oppure la avvolgono in un panno nero, altri prediligono le ore della luce del giorno e in particolare l'alba, ma esistono anche altre tecniche.
Alcuni praticanti cadono in stato di trance durante l'uso della sfera mentre altri praticanti restano coscienti.

## Ipotesi sulla formazione delle visioni
Al di fuori dell'ambito religioso, in cui il praticante crede che le immagini abbiano un'origine soprannaturale, sono state avanzate diverse ipotesi sull'origine delle visioni nella sfera di cristallo.
Il primo, nel XVI secolo, fu il medico e alchimista Paracelso, il quale riteneva, secondo le conoscenze dell'epoca, che la struttura della sfera di cristallo potesse interagire con ciò che egli chiamava il magnes microcosmi ossia il magnetismo umano e provocare le visioni.
Nel XIX secolo l'antropologa Ada Goodrich-Freer ipotizzò che le immagini che i praticanti raccontano di vedere fossero allucinazioni le cui origini possono essere:
- memorie provenienti dal subconscio;
- oggettivazioni di idee o immagini, a livello conscio o inconscio;
- immagini che la studiosa non esclude che possano essere chiaroveggenze o percezioni extrasensoriali.

La Goodrich-Freer conclude dicendo che le immagini di quest'ultimo tipo sono di scarsa rilevanza.
Al giorno d'oggi, la possibilità che il praticante possa ricevere immagini dell'ultimo tipo è ancora controversa; gli studiosi concordano sull'origine soggettiva della maggior parte, se non di tutte, le visioni, le quali potrebbero essere indotte da uno stato di leggera trance.

## La sfera di cristallo nelle arti e nella letteratura

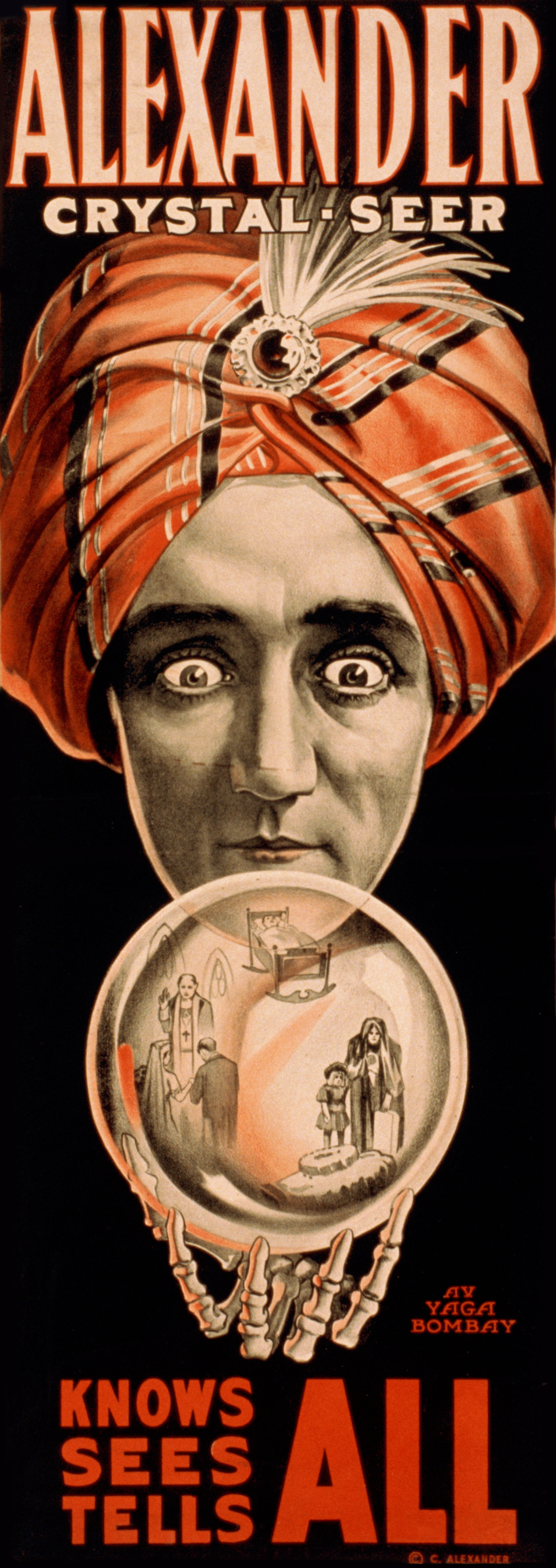
Locandina teatrale (1910) di uno spettacolo del mago Alexander, in cui il mago è rappresentato con lo sguardo fisso su una sfera di cristallo

- 1812 La sfera di cristallo (Die Kristallkugel): la fiaba numero 197 dei fratelli Grimm
- 1902 La sfera di cristallo (The Crystal Ball): dipinto di John William Waterhouse
- 1923 My Crystal Ball: Reminiscenses: autobiografia di Elisabeth Marbury
- 1967 Spinning the Crystal Ball: saggio di James Dickey sul futuro della poesia statunitense
- 1986 Carte, tazze e palla di cristallo (Cards, Cups and Crystal Ball): atto unico di David Campton
- 1997 Contemplando una sfera di vetro: raccolta di poesie di Bella Achatovna Achmadulina
- 2002 Operazione Palla di cristallo (Operation Crystal Ball): terzo volume della serie a fumetti, vincitrice dell'Eisner Award, Queen & Country di Greg Rucka e Leandro Fernández
- 2006 Crystal Ball: canzone dei Keane